# サガイン
サガイン （ビルマ語: စစ်ကိုင်း Sagaing; ALA-LC翻字法: cacʻkuiṅʻ" IPA: [zəɡã́ĩ] ザガイン） は、ミャンマー北部ザガイン地方域の都市。エーヤワディー川沿岸に位置し、対岸の都市マンダレーの南西約15kmに存在する。エーヤワディー川中流域の政治・経済・交通の中心地である。また、多くの僧院を擁する宗教都市でもある。
町にはSagaing Institute of Educationとサガイン教育大学の本部が置かれている。

## 歴史
中国で編纂された『南詔野史』に現れる折弓の地は、サガインに相当すると考えられている。
14世紀初頭にパガン王朝が滅亡した後、1315年から1364年にかけてサガインには王朝が存在していた（サガイン朝）。サガイン朝の次に成立したアヴァ王朝の時代、町は王太子などのアヴァ王位の後継者候補によって統治されていた。1760年から1763年の間、ナウンドージー王によって、サガインは一時的にコンバウン王朝の首都に定められる。
18世紀から19世紀半ばまで、サガインはビルマ綿花を輸送する中国の商人の寄港地となる。
1988年8月の8888民主化運動ではサガインでも市民によるデモが行われたが、軍により約300人の市民が殺害された。

## 経済
町は綿花、コショウ、塩、果実の集散地となっている。

## 観光
エーヤワディー川沿岸には標高約600mの山が連なっており、複雑な地形の丘を形成している（サガイン・ヒル）。サガイン・ヒルには多数のパゴダと僧院が建立されており、多くの僧侶が修行に励んでいる。
丘の頂上に位置するソンウーポンニャシン・パゴダは階段で地上と結ばれている。また、頂上付近には第二次世界大戦で戦死した日本人兵士のために、日本人が寄進したパゴダが建立されている。

### 主な見どころ
- ソンウーポンニャシン・パゴダ
- カウンムドウ・パゴダ - 1636年建立。その外観は女性の乳房に例えられる。セイロン島の仏塔を見本として造られ、内部にはセイロンからもたらされた仏歯が祭られていると言われる[8]。
- トゥパヨン・パゴダ - 15世紀に建立。14-15世紀の碑文が奉納されている。
- ティーローカ・グル窟院 - 1672年建立。内部は壁画で飾られている。第二次世界大戦中、日本軍がビルマに駐屯していた時期に再発見された[9]。

## 交通
マンダレーとサガインは鉄道で接続されており、ミッチーナー、アロン郡区に向かう鉄道の分岐点となっている。

## ギャラリー

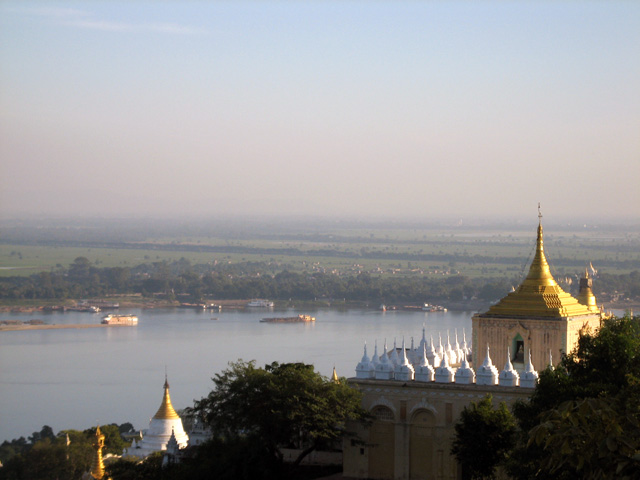
サガイン・ヒルから望むエーヤワディー川
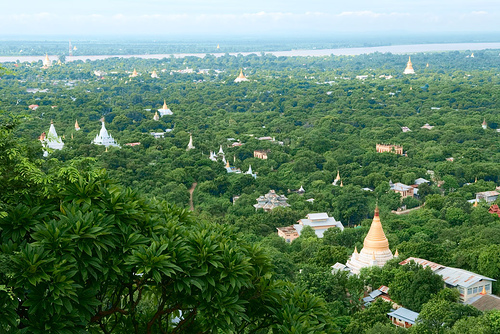
サガインに点在するパゴダ
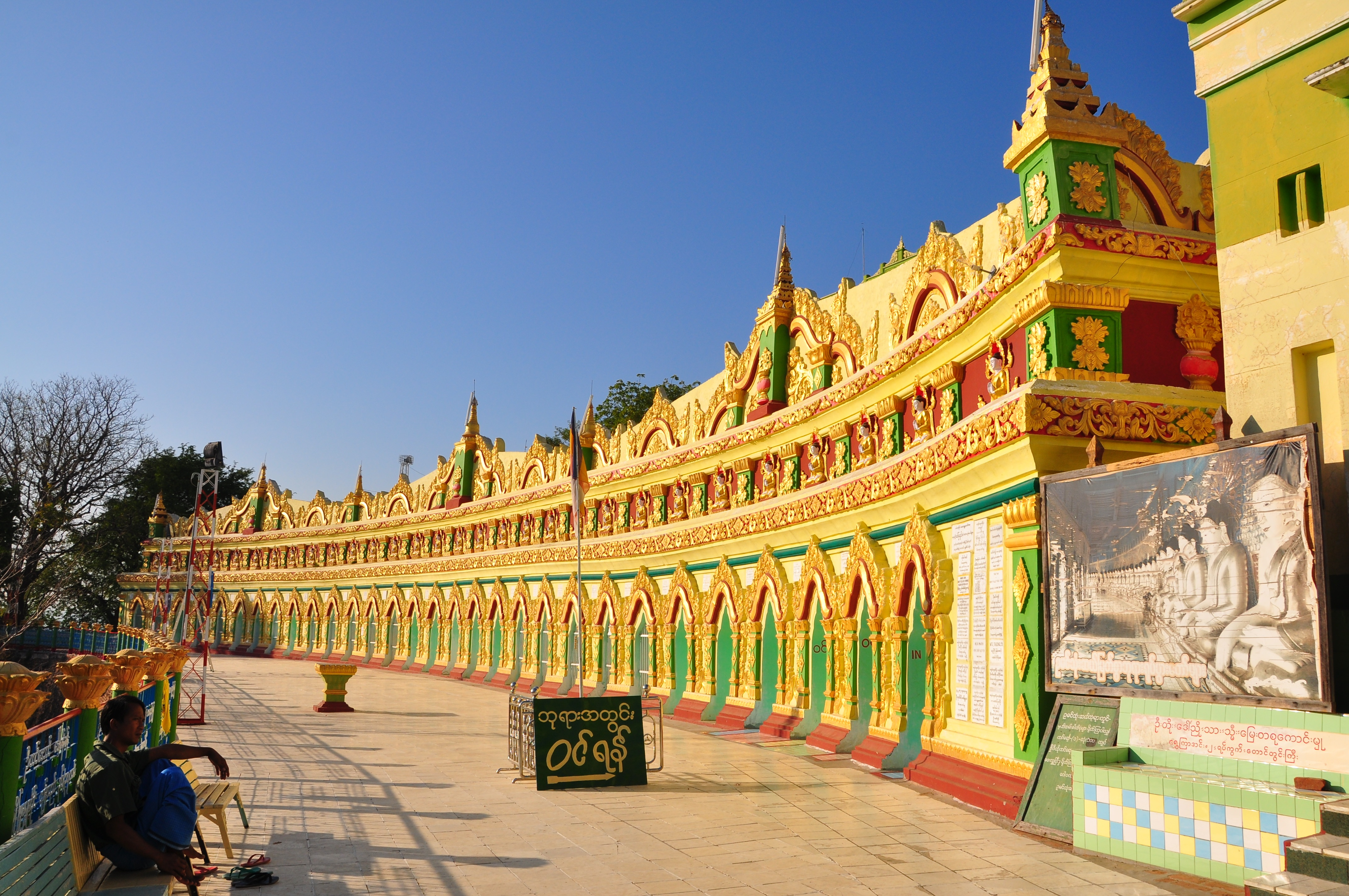
U Min Thonze Cave